# Ноулз, Патрик
Патрик Ноулз (англ. Patric Knowles, при рождении Реджиналд Лоуренс Ноулз (Reginald Lawrence Knowles); 11 ноября 1911 — 23 декабря 1995) — британский актёр.
Актёрскую карьеру начал в Великобритании в 1933 году. С 1936 года снимался в основном в США, где появился в таких картинах как «Атака лёгкой кавалерии» (1936), «Приключения Робин Гуда» (1938), «Человек-волк» (1941), «Как зелена была моя долина» (1941) и «Франкенштейн встречает человека-волка» (1943). Начиная с 1950-х годов много снимался на телевидении, благодаря чему был удостоен звезды на голливудской «Аллее славы». Умер в Калифорнии в 1995 году в возрасте 84 лет.